# 권기경
권기경은 대한민국의 텔레비전 드라마 작가이다. 

## 주요 작품
- 2003년 ~ 2005년  KBS2 일요 성장드라마 《반올림#1》 ... 공동집필
- 2005년 ~ 2006년  KBS2 일요 성장드라마 《반올림#2》 ... 공동집필
- 2007년  MBC 일요 미니시리즈 《옥션하우스》 ... 공동집필
- 2017년 ~ 2018년  KBS2 일요 성장드라마 《안단테》 ... 공동집필
- 2022년  tvN 금토 미니시리즈 《블라인드》 ... 집필